# 斯蒂芬·金諾克
斯蒂芬·金諾克（Stephen Kinnock，1970年1月1日—）是一位威爾斯政治人物，他的黨籍是工黨。自2015年開始，他擔任亞伯拉昂選區選出的英國下議院議員。他的父親是前工黨黨魁尼尔·基诺克；妻子則是前丹麥首相赫勒·托寧-施密特。